# COVID-19 в Того
Пандемия COVID-19 начала распространяться в Того 6 марта 2020 года.

## Реакция
После внеочередного заседания Совета министров 16 марта правительство объявило, что оно создаст фонд в размере 2 млрд франков для борьбы с этой пандемией. Они также установили следующие меры: приостановление полетов из Италии, Франции, Германии и Испании; отмена всех международных мероприятий в течение трёх недель; требование к людям, которые недавно находились в стране с высоким риском самоизоляции; закрытие своих границ; запрещение мероприятий с участием более чем 100 человек начиная с 19 марта.
В соответствии с запретом на проведение больших собраний 18 марта Тоголезская Федерация футбола приостановила проведение соревнований. Были отменены и другие мероприятия, в том числе литературный фестиваль FILBLEU.

## Хронология
6 марта Тоголезские власти объявили о первом случае COVID-19. Это была 42-летняя Тоголезская женщина, которая путешествовала по Германии, Франции, Турции и Бенину, прежде чем вернуться в Того. На эту дату было сообщено, что она лечилась в изоляции, и ее состояние было стабильным.
20 марта в Того были подтверждены ещё девять случаев заболевания. В этот день был зафиксирован первый случай выздоровления, на что указывает Министерство Здравоохранения. Ещё семь случаев заболевания были подтверждены 21 марта. В попытке сдержать распространение вируса в Того были закрыты все границы с этой страной. Города Ломе, Цевие, Кпалиме и Сокоде были помещены на карантин начиная с 20 марта в течение двух недель.
Первая смерть наступила 27 марта.
В сентябре 2021 года Того продлит чрезвычайное положение в области здравоохранения до сентября 2022 года из-за роста числа новых случаев коронавируса в последние недели. Доступ в административные здания теперь возможен при предъявлении пропуска вакцины против Covid-19.